# Álex Fernández Sama
Alejandro Fernández Sama (Gijón, Asturias, España, 24 de mayo de 1974) es un exfutbolista español que jugaba de centrocampista. Se formó en la Escuela de fútbol de Mareo y su primer equipo fue el Real Sporting de Gijón. Se retiró en la U. D. Melilla de la Segunda División B tras quince años como profesional. Actualmente, es el coordinador de la cantera del equipo norteafricano.

## Trayectoria
Formado en el Club Deportivo La Braña, fichó por el Real Sporting de Gijón "B" en 1992, aunque fue cedido al Club Marino de Luanco para disputar la temporada 1992-93. En la siguiente campaña fue prestado al U. D. Gijón Industrial. Debutó en Primera División con el Real Sporting de Gijón en la temporada 1995-96, tras haber pasado por las categorías inferiores del conjunto asturiano. Sin embargo, no fue hasta la campaña 1997-98 cuando realmente se asentó en el equipo, coincidiendo con el descenso del Sporting a Segunda División. De cara a la temporada 1998-99 firmó un contrato con el Deportivo Alavés que le permitió seguir jugando en la máxima categoría, aunque disputó sólo cuatro encuentros de Liga. En el mes de enero de 2000 abandonó el Alavés y se unió al C. D. Ourense, de la Segunda División B.
Su siguiente equipo fue el Granada C. F., aunque tras disputar la mitad de la campaña 2000-01 en el conjunto granadino, se incorporó a la U. D. A. Gramenet en el mercado invernal. Allí consiguió el campeonato del grupo 3 de la Segunda División B y disputó por primera vez la fase de ascenso a Segunda División, sin llegar a lograr la promoción de categoría. En 2001 fichó por el C. D. Logroñés, donde se mantuvo tres temporadas y participó sin éxito en otro play-off de ascenso a Segunda en el curso deportivo 2002-03.
Tras el descenso administrativo del Logroñés en agosto de 2004, regresó a Andalucía para incorporarse al C. D. Linares. Con el equipo jienense jugó su tercera promoción de ascenso a la categoría de plata en la campaña 2005-06, en la que fueron eliminados por la U. D. Las Palmas. Para la campaña 2006-07 cambió nuevamente de equipo y firmó un contrato con la U. D. Melilla. Allí disputó sus últimas cuatro temporadas como profesional y abandonó la práctica del fútbol en 2010, tras participar por cuarta vez en una fase de ascenso a Segunda División.

## Clubes
| Club                       | País   | Año       |
| -------------------------- | ------ | --------- |
| Club Marino de Luanco      | España | 1992-1993 |
| U. D. Gijón Industrial     | España | 1993-1994 |
| Real Sporting de Gijón "B" | España | 1994-1997 |
| Real Sporting de Gijón     | España | 1997-1998 |
| Deportivo Alavés           | España | 1998-2000 |
| C. D. Ourense              | España | 2000      |
| Granada C. F.              | España | 2000-2001 |
| U. D. A. Gramenet          | España | 2001      |
| C. D. Logroñés             | España | 2001-2004 |
| C. D. Linares              | España | 2004-2006 |
| U. D. Melilla              | España | 2006-2010 |